# Проза бродячих псов
«Проза бродячих псов» (яп. 文豪ストレイドッグス  Бунго: Суторэй Доггусу, букв. «Бродячие псы литературы») — манга, написанная Кафкой Асагири и проиллюстрированная Санго Харукавой. Выпускается в журнале Young Ace с 2012 года. Сюжет в основном повествует о членах «Вооружённого детективного агентства» и их повседневной жизни.
Аниме-адаптация была разделена на две части: премьера первой состоялась 7 апреля 2016 года, а второй — 6 октября 2016 года. Премьера третьего сезона прошла с апреля по июнь 2019 года. Четвёртый и пятый сезоны транслировались в январе-марте и июле-сентябре 2023 года соответственно. Также на основе манги был выпущен полнометражный анимационный фильм, в мировом прокате получивший подзаголовок «Dead Apple» (яп. デッドアップル дэддо аппуру, букв. «Мертвое яблоко»). Его премьера состоялась 3 марта 2018 года. В России фильм вышел в прокат 1 ноября 2018 года под названием «Проза бродячих псов. Фильм». Аниме-сериал на основе спин-офф манги Bungo Stray Dogs Wan! транслировался с января по март 2021 года. В марте 2020 года был анонсирован игровой фильм Bungo Stray Dogs The Movie: Beast.

## Сюжет
История рассказывает о людях, одарённых сверхспособностями и использующих эти силы для различных целей, в том числе для ведения бизнеса, решения загадок и выполнения миссий. Сюжет в основном повествует о членах «Вооружённого детективного агентства» и их повседневной жизни, а также об их друзьях из «Портовой мафии», «Гильдии» и «Крысы мёртвого дома». 
Большинство персонажей носят имена известных писателей и поэтов XIX—XX веков, в том числе Рюноскэ Акутагава, Юкито Аяцудзи, Осаму Дадзай, Фёдор Достоевский, Накахара Тюя, Рампо Эдогава, Марк Твен, Нацухико Кёгоку, Кэндзи Миядзава, Доппо Куникида, Акико Ёсано, Николай Гоголь, Мори Огай.

## Медиа-издания

### Манга
Манга, написанная Кафкой Асагири и проиллюстрированная Санго Харукавой, начала свой выпуск в сэйнэн-журнале Young Ace издательства Kadokawa Shoten 4 декабря 2012 года. По состоянию на июнь 2024 года было опубликовано 25 томов.
Манга, основанная на ранобэ Beast, дебютировала в январе 2020 года. В спин-оффе манги главным героем является Рюноскэ Акутагава.

#### Список томов
| №  | Дата публикации                                              | ISBN                                                               |
| -- | ------------------------------------------------------------ | ------------------------------------------------------------------ |
| 1  | 4 апреля 2013 года                                           | ISBN 978-4-04-120673-7                                             |
| 2  | 5 августа 2013 года                                          | ISBN 978-4-04-120835-9                                             |
| 3  | 4 декабря 2013 года                                          | ISBN 978-4-04-120952-3                                             |
| 4  | 4 апреля 2014 года                                           | ISBN 978-4-04-121093-2                                             |
| 5  | 4 августа 2014 года                                          | ISBN 978-4-04-101539-1                                             |
| 6  | 4 декабря 2014 года                                          | ISBN 978-4-04-101540-7                                             |
| 7  | 2 мая 2015 года                                              | ISBN 978-4-04-102915-2                                             |
| 8  | 4 сентября 2015 года                                         | ISBN 978-4-04-102916-9                                             |
| 9  | 29 декабря 2015 года                                         | ISBN 978-4-04-102917-6                                             |
| 10 | 4 июня 2016 года                                             | ISBN 978-4-04-104283-0                                             |
| 11 | 4 октября 2016 года                                          | ISBN 978-4-04-104286-1                                             |
| 12 | 4 апреля 2017 года                                           | ISBN 978-4-04-104287-8                                             |
| 13 | 4 августа 2017 года 4 августа 2017 года (BD Limited Edition) | ISBN 978-4-04-105041-5 ISBN 978-4-04-105042-2 (BD Limited Edition) |
| 14 | 4 декабря 2017 года                                          | ISBN 978-4-04-106394-1                                             |
| 15 | 4 июня 2018 года                                             | ISBN 978-4-04-106935-6                                             |
| 16 | 4 декабря 2018 года 4 декабря 2018 года (Limited Edition)    | ISBN 978-4-04-107310-0 (Limited Edition)                           |
| 17 | 1 мая 2019 года                                              | ISBN 978-4-04-108133-4                                             |
| 18 | 28 декабря 2019 года                                         | ISBN 978-4-04-108134-1                                             |
| 19 | 3 июля 2020 года                                             | ISBN 978-4-04-109470-9                                             |
| 20 | 4 декабря 2020 года                                          | ISBN 978-4-04-109471-6                                             |
| 21 | 3 августа 2021 года                                          | ISBN 978-4-04-111355-4                                             |
| 22 | 4 марта 2022 года                                            | ISBN 978-4-04-112192-4                                             |
| 23 | 28 декабря 2022 года                                         | ISBN 978-4-04-112864-0                                             |
| 24 | 4 сентября 2023 года                                         | ISBN 978-4-04-113910-3                                             |
| 25 | 4 июня 2024 года                                             | ISBN 978-4-04-115002-3                                             |

### Ранобэ
Роман Кафки Асагири и Санго Харукавы также издаёт Kadokawa Shoten. Было выпущено 8 томов серии, в том числе один спин-офф о Юкито Аяцудзи и Нацухико Кёгоку.
| №        | Заглавие                                                                                     | Дата публикации      | ISBN                   |
| -------- | -------------------------------------------------------------------------------------------- | -------------------- | ---------------------- |
| 1        | Вступительное испытание Осаму Дадзая Дадзай Осаму но ню:ся сикэн (太宰治の入社試験)          | 1 апреля 2014 года   | ISBN 978-4-04-101312-0 |
| 2        | Осаму Дадзай и тёмная эра Дадзай Осаму то куро но дзидай (太宰治と黒の時代)                  | 1 августа 2014 года  | ISBN 978-4-04-101713-5 |
| 3        | Неизвестная история создания детективного агентства Тантэйся сэцурицу хива (探偵社設立秘話)  | 1 мая 2015 года      | ISBN 978-4-04-102332-7 |
| Спин-офф | Юкито Аяцудзи против Нацухико Кёгоку Аяцудзи Юкито vs Кё:гоку Нацухико (綾辻行人VS.京極夏彦) | 30 января 2016 года  | ISBN 978-4-04-103730-0 |
| 4        | 55 минут 55 Minutes                                                                          | 1 октября 2016 года  | ISBN 978-4-04-104049-2 |
| 5        | Мёртвое яблоко DEAD APPLE（デッドアップル）                                                  | 10 марта 2018 года   | ISBN 978-4-04-106535-8 |
| 6        | Зверь Би:сто (BEAST)                                                                         | 1 апреля 2019 года   | ISBN 978-4-04-107570-8 |
| 7        | Дадзай и Тюя: пятнадцать лет Дадзай, Тю:я, дзю: го сай (太宰、中也、十五歳)                  | 1 августа 2019 года  | ISBN 978-4-04-107879-2 |
| 8        | Приносящий Шторм Суто:му буринга: (STORM BRINGER)                                            | 27 февраля 2021 года | ISBN 978-4-04-108517-2 |

### Аниме
Анимацией аниме-адаптации занималась студия Bones, режиссёром был Такуя Игараси, а сценаристом — Ёдзи Энокидо. Режиссёрами анимации стали Араи Нобухиро и Хироси Канно, дизайном персонажей занимался Рё Хирата. Юмико Кондо является арт-директором, Юкари Гото — цветовым дизайнером, и Сигэру Нисияма — монтажёром.
Сериал 2016 года разделили на две части, содержащие по 12 серий. Премьера первой состоялась 7 апреля года и закончилась 23 июня, показ второй начался 6 октября года и закончился 22 декабря. Трансляция сериала шла на телеканалах Tokyo MX, TVS, CTC, TVK, GBS, SUN, TVQ Kyushu и BS11. Дополнительная 25 серия вышла в виде OVA 4 августа 2017 года в качестве бонуса к эксклюзивному ограниченному изданию тринадцатого тома манги.
21 июля 2018 года был анонсирован третий сезон сериала. Его премьера прошла с 12 апреля по 28 июня 2019 года на телеканалах Tokyo MX, TVA, KBS, SUN, BS11 и Wowow.
В июне 2020 года Kadokawa объявила о том, что спин-офф манга Bungo Stray Dogs Wan! также получит адаптацию в виде аниме-сериала. Кикути Сатонобу выступил режиссёром, Кадзуюки Фудэясу — сценаристом, а Дайми Хироми — дизайнером персонажей. Студии Bones и Nomad отвечали за производство. Основные актёры озвучивания оригинального сериала вновь исполнили свои роли. Премьера сериала прошла с 13 января по 31 марта 2021 года на Tokyo MX, BS11, MBS и Wowow.
4 января 2023 года началась трансляция четвертого сезона сериала, завершившаяся 29 марта. После релиза финальной серии был анонсирован 5 сезон с датой выхода в июле. 
12 июля 2023 года состоялась премьера пятого сезона, который закончился 20 сентября того же года. На момент выхода финальной серии сезона аниме обогнало по событиям мангу.

#### Список серий
| № серии в сезоне   | № серии в сериале | Название | Трансляция в Японии   |
| Bungo Stray Dogs   | Bungo Stray Dogs  | Bungo Stray Dogs | Bungo Stray Dogs      |
| ------------------ | ----------------- | --- | --------------------- |
| 1                  | 1                 | Жизнь столь непредсказуема и переменчива «Дзинсэй бандзи сайо: га тора» (人生万事塞翁が虎) | 7 апреля 2016 года    |
| 2                  | 2                 | Некая бомба «Ару бакудан» (或る爆弾) | 14 апреля 2016 года   |
| 3                  | 3                 | Бандитский рай Иокогамы «Ёкохама гянгусутаа парадавису» (ヨコハマ ギャングスタア パラダヰス) | 21 апреля 2016 года   |
| 4                  | 4                 | Трагедия фаталиста «Уммэйронся но хими» (運命論者の悲み) | 28 апреля 2016 года   |
| 5                  | 5                 | Убийство на улице D (Murder on D Street) | 5 мая 2016 года       |
| 6                  | 6                 | Лазурный посланник «Ао но сито» (蒼の使徒) | 12 мая 2016 года      |
| 7                  | 7                 | Любовь к болезни, зовущейся идеалом «Рисо: то иу ямай во айсу» (理想という病を愛す) | 19 мая 2016 года      |
| 8                  | 8                 | Научи их убивать, затем умирать «Хито во короситэ синэ ё тотэ» (人を殺して死ねよとて) | 26 мая 2016 года      |
| 9                  | 9                 | Красота нема подобно каменной статуе «Уцукусики хито ва саби тоситэ сэкидзо: но готоку» (うつくしき人は寂として石像の如く) | 2 июня 2016 года      |
| 10                 | 10                | Расёмон и тигр «Расё:мон то тора» (羅生門と虎) | 9 июня 2016 года      |
| 11                 | 11                | Часть первая: «Неподходящая для неё профессия». Часть вторая: «Восторженное детективное агентство». «Соно ити 'Канодзё ни муканай сёкугё:'. Соно ни 'Утё:тэн тантэйся'» (其の一『彼女には向かない職業』。 其の二『有頂天探偵社』) | 16 июня 2016 года     |
| 12                 | 12                | Непрерывный возврат в прошлое «Таэманаку како э осимодосарэ нагара» (たえまなく過去へ押し戻されながら) | 23 июня 2016 года     |
| Bungo Stray Dogs 2 |                   | |                       |
| 1                  | 13                | Тёмный век «Куро но дзидай» (黒の時代) | 6 октября 2016 года   |
| 2                  | 14                | Возвращаться некуда «Модорэнай басё» (戻れない場所) | 13 октября 2016 года  |
| 3                  | 15                | Однажды в комнате с видом на море «Ицука уми но миэру хэя дэ» (いつか海の見える部屋で) | 20 октября 2016 года  |
| 4                  | 16                | Бродячие псы литературы «Бунго: Суторэй Доггусу» (文豪ストレイドッグ) | 27 октября 2016 года  |
| 5                  | 17                | Конфликт трёх организаций «Сан ся тэйрицу» (三社競合) | 3 ноября 2016 года    |
| 6                  | 18                | Стратегия конфликта «Фунсо: но сэнряку» (紛争の戦略) | 10 ноября 2016 года   |
| 7                  | 19                | Желание главы «Уиру обу тайку:н» (ウィルオブタイクーン) | 17 ноября 2016 года   |
| 8                  | 20                | Разум может ошибаться «Атама ва матигау кото га аттэмо» (頭は間違うことがあっても) | 24 ноября 2016 года   |
| 9                  | 21                | Двойной чёрный «Футацу но куро» (双つの黒) | 1 декабря 2016 года   |
| 10                 | 22                | Часть первая: «По и Рампо». Часть вторая: «Моби Дик, плывущий по небу». «Соно ити 'Поо то Рампо' Соно ни 'Ама но уми о юку хакугэй но аритэ'» (其の一『ポオと乱歩』 其の二『天(あま)の海をゆく白鯨のありて』)                     | 8 декабря 2016 года   |
| 11                 | 23                | Расёмон, Тигр и Последний император «Расё:мон то тора то сайго но тайкун» (羅生門と虎と最後の大君) | 15 декабря 2016 года  |
| 12                 | 24                | Если бы я мог сейчас сбросить свою ношу «Моси кё: коно нимоцу о ороситэ ёй но нара» (若し今日この荷物を降ろして善いのなら) | 22 декабря 2016 года  |
| OVA                |                   | |                       |
| OVA                | 25                | Прогулка в одиночку «Хитори аюму» (独り歩む) | 4 августа 2017 года   |
| Bungo Stray Dogs 3 |                   | |                       |
| 1                  | 26                | Дадзай, Тюя, пятнадцать лет «Дазаи, Тюя, дзю: го сай» (太宰、中也、十五歳) | 12 апреля 2019 года   |
| 2                  | 27                | Бог Огня «Арагами ва има» (荒神は今) | 19 апреля 2019 года   |
| 3                  | 28                | Алмазы — всего лишь алмазы «Дайя ва дайя дэ сика» (ダイヤはダイヤでしか) | 26 апреля 2019 года   |
| 4                  | 29                | Воздавать за грехи — удел Господа «Тога атаэру ва ками но вадза» (咎与うるは神の業) | 3 мая 2019 года       |
| 5                  | 30                | Фарс и зависимость (Slap the Stick ＆ Addict) | 10 мая 2019 года      |
| 6                  | 31                | Часть первая: Херурису!. Часть вторая: Портрет отца. «Соно ити 'Хэрурису!' Соно ни 'Тити но со:дзо:'» (其の一『ヘルリス！』 其の二『父の肖像』)                                                                                   | 17 мая 2019 года      |
| 7                  | 32                | Восстание Фицджеральда «Фицудзэрарудо Райдзингу» (フィッツジェラルド・ライジング) | 24 мая 2019 года      |
| 8                  | 33                | Убийца в маске «Камэн но ансацуся» (仮面ノ暗殺者) | 31 мая 2019 года      |
| 9                  | 34                | Каннибализм I «Томо куй (соно ити)» (共喰い(其の一)) | 7 июня 2019 года      |
| 10                 | 35                | Каннибализм II «Томо куй (соно ни)» (共喰い(其の二)) | 14 июня 2019 года     |
| 11                 | 36                | Каннибализм III «Томо куй (соно сан)» (共喰い(其の三)) | 21 июня 2019 года     |
| 12                 | 37                | Эхо «ECHO» (回向) | 28 июня 2019 года     |
| Bungo Stray Dogs 4 |                   | |                       |
| 1                  | 38                | Одинокий мечник и великий детектив «Минасиго кэнси то мэйтантэй» (孤剣士と名探偵) | 4 января 2023 года    |
| 2                  | 39                | День — это сон, ночь — реальность «Сё ва юмэ, ёру дзо гэн» (書は夢、夜ぞ現) | 11 января 2023 года   |
| 3                  | 40                | Тайное создание детективного агентства «Тантэйся Сэцурицу хива» (探偵社設立秘話) | 18 января 2023 года   |
| 4                  | 41                | Идеальное преступление I «Кампэки на сацудзин то сацудзинся (соно ити)» (完璧な殺人と殺人者 (其の一)) | 25 января 2023 года   |
| 5                  | 42                | Идеальное преступление II «Кампэки на сацудзин то сацудзинся (соно ни)» (完璧な殺人と殺人者 (其の二)) | 1 февраля 2023 года   |
| 6                  | 43                | Воскресная трагедия «Хигэкинару нитиё:би» (悲劇なる日曜日) | 8 февраля 2023 года   |
| 7                  | 44                | Псы гонят псов (DOGS HUNT DOGS) | 15 февраля 2023 года  |
| 8                  | 45                | Ты — грешное дитя, я — грешное дитя «Кими мо цуми но ко, варэ мо цуми но ко» (君も罪の子、我も罪の子) | 22 февраля 2023 года  |
| 9                  | 46                | Сон бабочки «Тё: о юмэму» (蝶を夢む) | 1 марта 2023 года     |
| 10                 | 47                | В скорби о моем бескрылом теле «Ханэнаки ми но канасики ка на» (翅無き身の悲しきかな) | 8 марта 2023 года     |
| 11                 | 48                | Побег из тюрьмы «Дацугокуки» (脱獄記) | 15 марта 2023 года    |
| 12                 | 49                | Проза гончих псов «Бунго: Хаундо Доггусу» (文豪ハウンドドッグス) | 22 марта 2023 года    |
| 13                 | 50                | СКАЙФОЛЛ «СКАЙФОЛЛ» (SKYFALL) | 29 марта 2023 года    |
| Bungo Stray Dogs 5 |                   | |                       |
| 1                  | 51                | Сильнейший человек «Сайкё: но отоко» (最強の男) | 12 июля 2023 года     |
| 2                  | 52                | Ответ на все вопросы «Субэтэ но котай э» (凡テノ答へ) | 19 июля 2023 года     |
| 3                  | 53                | Герой против преступника (HERO VS. CRIMINAL) | 26 июля 2023 года     |
| 4                  | 54                | Война героев, война группировок (HERO WAR, GANG WAR.) | 2 августа 2023 года   |
| 5                  | 55                | В небесном порту I «Сора но минато ни тэ (соно ни)» (空ノ港ニテ（其の一）) | 9 августа 2023 года   |
| 6                  | 56                | В небесном порту II «Сора но минато ни тэ (соно ни)» (空ノ港ニテ（其の二）) | 16 августа 2023 года  |
| 7                  | 57                | В небесном порту III «Сора но минато ни тэ (соно сан)» (空ノ港ニテ（其の三）) | 23 августа 2023 года  |
| 8                  | 58                | Демонические земли I «Дзингай макё: (соно ити)» ((人外魔境（其の一）) | 30 августа 2023 года  |
| 9                  | 59                | Демонические земли II «Дзингай макё: (соно ни)» ((人外魔境（其の二）) | 6 сентября 2023 года  |
| 10                 | 60                | Демонические земли III «Дзингай макё: (соно сан)» ((人外魔境（其の三）) | 13 сентября 2023 года |
| 11                 | 61                | Прощание в сумерках «Тасогарэ но саё:нара» (黄昏のさようなら) | 20 сентября 2023 года |

#### Музыка
Композитором серии стал Таку Ивасаки, а музыкальным продюсером Кадзухиро Вакабаяси.
Начальные композиции
- - «Trash Candy» исполняет группа Granrodeo[58]
  - «Reason Living» исполнили SCREEN Mode[59]
  - «Setsuna no Ai» (яп. セツナの愛 сэцуна но ай, «Любовь на мгновение») в исполнении Granrodeo[60]
  - «TRUE STORY» исполнили SCREEN Mode[61]
  - Шаблон:«Tetsu no Ori» исполняет Grandrodeo

Завершающие композиции
- - «Namae wo Yobu yo» (яп. 名前を呼ぶよ намаэ о ёбу ё, «Зову тебя по имени») исполняет группа Luck Life[62]
  - «Kaze ga Fuku Machi» (яп. 風が吹く街 казэ га фуку мати, «Город, где дует ветер») в исполнении Luck Life[63]
  - «Lily» в исполнении Luck Life[60]
  - «Shirushi» исполнили Luck Life[61]

### Фильм
19 февраля 2017 года на мероприятии Mayoi Inu-tachi no Utage Sono Ni (яп. 迷ヰ犬達ノ宴　其ノ弐) было объявлено о создании полнометражного фильма по оригинальному сюжету Кафки Асагири. Премьера фильма под названием Bungo Stray Dogs: Dead Apple (яп. 文豪ストレイドッグス デッドアップル Бунго: суторэй доггусу дэддо аппуру, букв.«Бродячие псы литературы: Мёртвое яблоко») назначена на 3 марта 2018 года. Тематические композиции к фильму исполнят группы Granrodeo и Luck Life. На территории России фильм вышел в кинотеатрах 1 ноября 2018 года под названием «Проза бродячих псов. Фильм».

## Критика
Манга Bungo Stray Dogs была хорошо принята в Японии. На конец 2016 года она была распродана тиражом 4,1 млн экземпляров. К 2018 году это число достигло 6 млн.

## Комментарии
1. ↑  Премьера серии на Tokyo MX указана как 25:05 6 апреля 2016 года, что фактически означает 1:05 7 апреля.